# 韋爾斯維爾 (科羅拉多州)
韋爾斯維爾（英語：Wellsville）是位於美國科羅拉多州弗里蒙特縣的一個非建制地區。該地的面積和人口皆未知。

## 地理
韋爾斯維爾的座標為38°29′12″N 105°54′36″W / 38.48667°N 105.91000°W，而該地的平均海拔高度為2101米（即6893英尺）。